# Paweł (Papaleksiu)
Paweł, imię świeckie Panajotis Papaleksiu (ur. 27 maja 1942 w Rodii) – duchowny Greckiego Kościoła Prawosławnego, od 2004 metropolita Serwii i Kozani.

## Życiorys
Święcenia diakonatu przyjął 24 października 1971, a prezbiteratu 13 maja 1973. Chirotonię biskupią otrzymał 29 kwietnia 2004.